# Schöppinger Rücken
Der Schöppinger Rücken ist der nördliche Bergsporn der Hügellandschaft Baumberge in den münsterländischen Kreisen Coesfeld (Rosendahl), Borken (Schöppingen) und Steinfurt (Horstmar und Laer). Er erreicht am Schöppinger Berg in seinem Norden, an der Grenze der letztgenannten Landkreise bzw. der Gemeinde Schöppingen im Westen zur Stadt Horstmar im Osten, 158 m.
Wie die Baumberge auch, ist der Schöppinger Rücken eine naturräumliche Teillandschaft des Burgsteinfurter Landes in der Haupteinheit Kernmünsterland.

## Naturräumliche Zuordnung
Der Schöppinger Rücken wird naturräumlich wie folgt zugeordnet:
- (zu 54 Westfälische Bucht)
  - (zu 541 Kernmünsterland)
    - (zu 541.0 Burgsteinfurter Land)
      - 541.02 Schöppinger Rücken

## Lage und Grenzen
Die südliche Nahtstelle des Schöppinger Rückens zu den Baumbergen verläuft von Rosendahl-Höpingen (Kreis Coesfeld) nach Südosten, wo die 120 m-Linie erstmals für kurz unterschritten wird.
Der Rücken verläuft in nördliche Richtung und streift mit seinem Osthang Laer-Holthausen und Laer (Kreis Steinfurt). Westlich Laers wendet sich der auf nur wenig über 100 m abflachende Rücken nach Nordwesten.
Nachdem der Osthang Horstmar (Kreis Steinfurt) erreicht hat, steigt er deutlich an und mündet in das großräumig über 140 m hohe, maximal 157,6 m erreichende Gipfelplateau des Schöppinger Bergs, an dessen Westhang Schöppingen (Kreis Borken) liegt, während am Nordwesthang Horstmar-Leer liegt. Hier endet gleichzeitig das Kernmünsterland und geht ins Westmünsterland über.

## Flüsse
Westlich wird der Rücken von der Vechte und östlich von der Steinfurter Aa flankiert, die sich erst deutlich weiter nördlich vereinigen. In diese münden die je recht kurzen, am Rücken entspringenden Bäche.
Westlich jenseits der Steinfurter Aa liegt der parallele, jedoch deutlich flachere Altenberger Rücken, östlich der Vechte das ebenfalls flachwelligere Osterwicker Hügelland.